# Ižica
Ižica (stsl. ižica) je naziv za posljednje slovo glagoljice i stare ćirilice. 
Njime se bilježilo grčko slovo υ (ipsilon), često u posuđenicama iz grčkog, koje je predstavljalo glas /ü/ (kao u njemačkom). Ižica se vjerojatno izgovarala i kao /i/.
Standard Unicode i HTML ovako predstavljaju slovo ižica u glagoljici:
|                    | Unikod | Unikod                            | HTML     | HTML | izgled ovisi o pregledniku | poveznice (engl.)                |
| k. točka           | naziv  | kod                               | entitet  |      | izgled ovisi o pregledniku | poveznice (engl.)                |
| ------------------ | ------ | --------------------------------- | -------- | ---- | -------------------------- | -------------------------------- |
| veliko slovo ižica | U+2C2B | GLAGOLITIC CAPITAL LETTER IZHITSA | &#x2C2B; | nema | Ⱛ                          | detaljni podaci test preglednika |
| malo slovo ižica   | U+2C5B | GLAGOLITIC SMALL LETTER IZHITSA   | &#x2C5B; | nema | ⱛ                          | detaljni podaci test preglednika |

## Vanjske poveznice
- Definicija glagoljice u standardu Unicode (PDF) (eng.)
- Stranica R. M. Cleminsona, s koje se može instalirati font Dilyana koji sadrži glagoljicu po standardu Unicode (eng.)